# Eyes Cream
Eyes Cream ist ein Musikprojekt des italienischen House-Produzenten Agostino Carollo, das er im April 1999 ins Leben rief.
Mit der Veröffentlichung der ersten Single Fly Away (Bye Bye) gelang ihm ein internationaler Erfolg. Sie erreichte in 35 Ländern die Charts, darunter in Italien die Top 20 und in Frankreich die Top 40. Am 8. Januar 2000 stieg die Single auf Platz 1 der US-amerikanischen Billboard-Club/Dance-Charts.
Zwei Jahre später konnte Carollo mit der Single Open Up Your Mind an diesen Erfolg anknüpfen, als er die Top 10 der Billboard-Club/Dance-Charts erreichte.

## Diskografie

### Singles
- Fly Away (Bye Bye) (1999)
- Magdalena (1999)
- Livin' In a Disco (2000)
- Open Up Your Mind (2002)